# George R. Andrews
George Rex Andrews (* 21. September 1808 in Ticonderoga, New York; † 5. Dezember 1873 in Oshkosh, Wisconsin) war ein US-amerikanischer Jurist und Politiker. Zwischen 1849 und 1851 vertrat er den Bundesstaat New York im US-Repräsentantenhaus.

## Werdegang
George Rex Andrews wurde ungefähr vier Jahre vor dem Ausbruch des Britisch-Amerikanischen Krieges in Ticonderoga im Essex County geboren und wuchs dort auf. In dieser Zeit besuchte er Gemeinschaftsschulen und graduierte an der Albany Law School. Seine Zulassung als Anwalt erhielt er 1836 und begann dann in Ticonderoga zu praktizieren. Politisch gehörte er der Whig Party an. Bei den Kongresswahlen des Jahres 1848 für den 31. Kongress wurde er im 14. Wahlbezirk von New York in das US-Repräsentantenhaus in Washington, D.C. gewählt, wo er am 4. März 1849 die Nachfolge von Orlando Kellogg antrat. Er schied nach dem 3. März 1851 aus dem Kongress aus. 1852 zog er nach Oshkosh, wo er Bauholzgeschäften nachging. Er starb dort am 5. Dezember 1873 und wurde auf dem Riverside Cemetery beigesetzt.